# Henri Dantès
Pour les articles homonymes, voir Dantès (homonymie).
Henri Dantès, de son vrai nom Heinrich Honvehlmann, est un artiste allemand de cirque né le 17 août 1932 à Datteln en Allemagne et mort le 28 février 1997 à Bordeaux.

## Biographie
Heinrich Honvehlmann (surnommé Heinz ou Hans), naît le 17 août 1932 à Datteln (Westphalie) en Allemagne dans une famille d'industriels,. 

Après des études d'ingénieur, il croise la route du dompteur Firmin Bouglione, alors en tournée avec le Cirque Bouglione de passage à Munich. Fasciné par les fauves, il commence à travailler au cirque comme garçon de cage. Très vite il devient l'un des plus brillants élèves de Firmin Bouglione.  Il prend alors le nom d'Henri Dantès (en référence au personnage d'Edmond Dantès du roman Le Comte de Monte-Cristo d'Alexandre Dumas) et devient un dompteur reconnu et admiré pour ses numéros où il prend de nombreux risques,. 

Henri Dantès présente des numéros d'ours, de panthères mais travaille surtout avec des tigres et des lions. Avec un style original et très dynamique, il alterne dressage en douceur et en férocité, laissant le public bluffé après une prestation qu'il achevait en s'allongeant sur la piste puis en appelant les lions qui venaient s'allonger sur lui et le recouvraient (durant cet exercice, Dantès supportait alors plusieurs centaines de kilos et seule sa voix pouvait diriger les fauves).  

Bien que dompteur attitré de la famille Bouglione, Henri Dantès s'est produit dans d'autres grands cirques tels que Althoff, Amar, Grüss, Jean Richard, Pinder, etc.
Henri Dantès travaille pour plusieurs films et joue le rôle d'Emile Schuman dans Le Plus Grand Cirque du monde de Henry Hathaway. 
De plus, on le retrouve de nombreuses fois à la télévision dans la célèbre émission La Piste aux Étoiles. 
En 1972, il est le professeur de Jean-Claude Brialy pour le Gala de l'Union des artistes,. 
Vers la fin de sa carrière, Henri Dantès travaille dans divers zoos et parcs animaliers où il s'occupe du dressage de groupes de fauves. Il effectue également plusieurs séjours dans des cirques afin de transmettre sa passion en formant au dressage de jeunes dompteurs. 
Henri Dantès meurt le 28 février 1997 à Bordeaux. Il aura marqué l'histoire du cirque  et est considéré encore aujourd'hui comme l'un des plus grands dompteurs de son époque,.

## Filmographie
- 1956 : Trapèze de Carol Reed : Doublure de Burt Lancaster
- 1964 : Le Plus Grand Cirque du monde (Circus World) de Henry Hathaway : Emile Schuman
- 1966 : La Bible de John Huston